# Š́
Cette page contient des caractères spéciaux ou non latins. S’ils s’affichent mal (▯, ?, etc.), consultez la page d’aide Unicode.
Š́ (minuscule : š́), appelé S caron accent aigu ou S hatchek accent aigu, est une lettre utilisée dans certaines romanisation de l’avestique et dans l’alphabet phonétique ouralien.
Il s’agit de la lettre S diacritée d'un hatchek et d’un accent aigu.
Elle ne doit pas être confondue avec la lettre S caron virgule suscrite ‹ š̓ ›.

## Utilisation
Selon la romanisation de l’avestique, la ‹ š́ › translitère la lettre avestique shye ‹ 𐬳 › (romanisation de Karl Hoffmann et celle de Hübschmann) ou she ‹ 𐬱 › (romanisation Brugmann).

## Représentations informatiques
Le S caron accent aigu peut être représenté avec les caractères Unicode suivants :
- composé et normalisé NFC (latin étendu A, diacritiques)[1],[2] :

| formes    | représentations | chaînes de caractères | points de code | descriptions                                            |
| --------- | --------------- | --------------------- | -------------- | ------------------------------------------------------- |
| capitale  | Š́               | Š◌́                    | U+0160 U+0301  | lettre majuscule latine s caron diacritique accent aigu |
| minuscule | š́               | š◌́                    | U+0161 U+0301  | lettre minuscule latine s caron diacritique accent aigu |

- décomposé (latin de base, diacritiques) :

| formes    | représentations | chaînes de caractères | points de code       | descriptions                                                        |
| --------- | --------------- | --------------------- | -------------------- | ------------------------------------------------------------------- |
| capitale  | Š́               | S◌̌◌́                   | U+0053 U+030C U+0301 | lettre majuscule latine s diacritique caron diacritique accent aigu |
| minuscule | š́               | s◌̌◌́                   | U+0073 U+030C U+0301 | lettre minuscule latine s diacritique caron diacritique accent aigu |